# Christene Volkspartij
Ne doit pas être confondu avec les plus tardifs Christelijke Volkspartij (unitaire) et Christelijke Volkspartij
Pour les articles homonymes, voir Parti social-chrétien.

Adolf Daens un des fondateurs du Christene Volkspartij

Le Christene Volkspartij (CVP, parti social-chrétien) est le premier parti chrétien-démocrate en Belgique. Il a été fondé le 15 avril 1893 à Okegem.

## Histoire

### Origine
Le daensisme est un mouvement chrétien démocratique d’inspiration socio-flamingante, nommé d'après Adolf et Pieter Daens. Adolf Daens a joué un rôle essentiel « dans la création du parti social-chrétien autonome »,. En effet, c’est à cet homme que l’on doit la séparation des chrétiens démocrates et des catholiques conservateurs. Cette séparation, avec l’émancipation des chrétiens conservateurs, est d’après les frères Daens, la seule possibilité si l’on veut trouver des réponses concrètes aux questions sociales. La seule particularité de ce parti est qu’il a été cofondé par un prêtre, ce qui a suscité des critiques positives d’un côté mais également la colère et les critiques négatives de la part de l’Église et du parti catholique officiel. Après l’apparition de l’encyclique papale Rerum Novarum (1891), on veut d’une part veiller à ce que les ouvriers aient des représentants à l’intérieur du parti catholique, et d’autre part, il y a un souhait d’avoir un parti chrétien autonome et démocratique (entre autres par Hector Plancquaert et quelques autres personnes issues de Ninove) : c’est en conséquence de l’émancipation de l’ouvrier, mais tout en maintenant la foi.
À Gand, cet antisocialisme peut être intégré au parti catholique. L’inébranlabilité des catholiques conservateurs, sous l’impulsion de Charles Woeste à Alost a conduit à un parti socialiste chrétien autonome. Les conservateurs d’Alost refusent d'accorder aux chrétiens démocrates une place électorale sur la liste du parti catholique. C’est pour cette raison que le parti social-chrétien a été fondé en avril 1893.
Le parti trouve sa source dans deux groupes, un premier autour de Pieter Daens et un second d’intellectuels autour de l’hebdomadaire « Klokke Roeland ». La première réunion des fondateurs, les chrétiens-démocrates de la région de Ninove, qui se nomment Roerlanders : Jan-Baptist Vanlangenhaeke, Hilaire Van de Velde, Alois De Backer, Frans Lambrecht, Frans Sterck, Michel de Pelsmaeker et — l’invité d’Alost – Pieter Daens, se tient le 15 avril 1893 à Okegem.
Une semaine plus tard, ils décident (à nouveau à Okegem) de fonder le parti social-chrétien. À la fin de ce même mois, ils se sont réunis une troisième fois, mais cette fois-ci à Ninove. À cette réunion, à la demande des Roelanders, Pieter Daens n’est pas le seul à être présent puisqu’il est accompagné par son frère, le prêtre Adolf Daens. Et il faut souligner que c’est justement grâce à son frère Pieter qu’Adolf Daens a pu entrer dans la politique.
Il a été demandé au prêtre Adolf Daens de composer le programme du parti social-chrétien. En juillet 1893, à Alost, le programme définitif de ce même parti a été approuvé. Le programme du parti a été imprimé à 30 000 exemplaires avant d’être redistribué dans tout l’arrondissement d’Alost. L’objectif premier de ce programme est de réaliser les principes du Rerum Novarum, mais il comporte également des motifs anticléricaux qui entrent en jeu. Un programme flamand a été joint à la suite des demandes sociales, visant à créer un climat politique favorable en Flandre.
Dès le départ, le CVP va bénéficier de l’aide de la bourgeoisie flamande. Ce sont entre autres les petits propriétaires terriens, les médecins, les avocats, etc. C’est avant tout, un parti flamand en raison tout d’abord de son nom, et il se dit chrétien parce que les flamands sont catholiques. A contrario, le parti catholique ne défend pas les flamands. La lutte contre le CVP est menée par Woeste. « Les premières élections ont lieu en 1894 avec un suffrage universel plural à partir de la Constitution de 1893, mais la situation change car en Belgique, il y avait 136 775 électeurs en 1892 et il y en a 1 354 891 disposant de 2 111 127 voix en 1894. Le CVP décide donc de présenter une liste à part à Alost menée par Adolf Daens. Lors des élections du 9 décembre 1894, Daens est élu sur la liste catholique mais Charles Woeste est également élu ». Les libéraux et les socialistes ont soutenu Daens. Celui-ci commence sa carrière avec une étiquette collée sur le dos par la droite : « démocrate-chrétien dissident ». Cette étiquette va également être reprise par l’autorité religieuse. Les daensistes vont durcir ce côté dissident par l’adoption de positions flamingantes et antimilitaristes.

### Programme politique
Les points principaux du programme du parti sont :
- une assurance obligatoire ;
- un soutien sera apporté à l’agriculture grâce à la mise en place de crédit agricole et le contrôle des coûts ainsi que des droits d’enregistrement ;
- le partage des impôts sur les biens mobiliers et immobiliers ;
- « L’État garantit tous leurs biens moraux et matériels ainsi qu’un droit au soutien moral et financier durant les grèves légales »[6] ;
- une reconnaissance juridique des syndicats ;
- une réglementation sur les heures de travail et sur le travail des femmes et des enfants ;
- l’école primaire subsidiée sera obligatoire et gratuite. L’instauration de la paix scolaire sur base d’allocations égales pour toutes les écoles ;
- néerlandisation de la vie publique en Flandre, égalité des deux langues nationales, et de facto égalité administrative de la langue ;
- une armée volontaire à la place de recrues armées tirées au sort. Ce qui signifie que ce sont des bénévoles qui assurent la sécurité tant à l’intérieur mais aussi à l’extérieur du territoire[6] ;
- refus de soutenir la politique du Congo et en général la politique de Léopold II ;
- préférence pour le suffrage universel ;
- antisocialisme[5].

### Croissance du parti

#### Le commencement
Au départ, le parti tente de se rapprocher du parti catholique conservateur puisque celui-ci a, à ce moment-là, le pouvoir. Les Catholiques refusent quant à eux de prendre en compte le côté social du parti social-chrétien. C’est pour cette raison que Daens cherche et trouve du soutien auprès des socialistes et des libéraux d’Alost.
L’année 1893 est très tendue en Belgique. Les socialistes veulent modifier la Constitution et instaurer un suffrage universel. Le parlement vote pour le suffrage universel plural. C’est dans ce cadre conflictuel que l’abbé Daens fonde à Alost le Christene Volkspartij.

#### L'apogée du parti
Le daensisme a du succès dans la région : le prêtre Daens a été le représentant du peuple pour Alost, et par la suite, il a été choisi pour Bruxelles : en 1894, le parti a pris part aux élections mais Daens n’a pas été choisi à cause d’irrégularités au moment du dépouillement. Le résultat de l’arrondissement d’Alost a été déclaré nul et les élections ont été refaites dans l’arrondissement. Il a tout de même été élu, le 9 décembre 1894, et est devenu membre de la Chambre. Le daensisme est donc devenu une menace pour le parti catholique conservateur et pour leur puissant chef de file et homme d’État Charles Woeste, qui a mis en branle l’influence de l'autorité cléricale contre Daens et ses partisans. Les catholiques conservateurs ont été naturellement menés par une bourgeoisie francophone : la bataille sociale du daensisme est ainsi synonyme de guerre flamande.
Partout dans le pays, des noyaux du mouvement de Daens ont été fondés, qui ont formé des alliances très pragmatiques, tant avec des catholiques, qu’avec des socialistes et/ou des libéraux. Le mouvement s’étend aussi à d’autres arrondissements : à partir de 1895, en dehors d’Alost, il existe des noyaux durs du daensisme à Termonde, Gand, Oudenaarde, Ninove et Bruges, et dans une moindre mesure également dans les provinces d’Anvers et du Brabant. Mais ça n’a jamais abouti à un parti bien fondé et organisé. Ils n’ont été élus que trois fois à Alost et en dehors de ce même arrondissement n'ont obtenu qu'á deux reprises un siège à la Chambre. Ceci était tellement à l’opposé du fonctionnement du parti catholique, voulant acquérir le soutien de la hiérarchie romano-chrétienne (après 1894 les autorités ecclésiastiques ont pris des sanctions contre Daens ; en 1899, il lui est interdit d’exercer sa fonction de prêtre car les leaders lui ont attribué un déséquilibre et un manque de connaissance et d’expérience politiques, de sorte que le parti existe dans les faits[pas clair] et tombe avec les figures des frères Daens.

#### Objectifs et caractéristiques du parti
Le parti social-chrétien est caractérisé par divers points. D’un côté, ses membres essayent de construire un pont entre les socialistes athées, les catholiques capitalistes conservateurs et les libéraux, et d’un autre côté, ils montrent des traits solidaristes et se positionnent face au marxisme, tout comme face au capitalisme extrême. Bien que cela ne corresponde pas aux objectifs du parti, il est, selon les normes du temps, extrêmement flamingant. Aussi son style populiste-radical et son attitude critique à l’égard de l’autorité établie le distinguent aux autres courants chrétiens-démocrates.
Son électorat est varié mais peu étendu. C’est tant des directeurs d’usines libéraux que des pauvres socialistes, tant d’anticléricaux que des frocards convaincus. Leur croissance est surtout due à l’introduction du suffrage universel plural, qui a fait son apparition en 1893, sous l’influence des socialistes. De plus, le mouvement daensiste s’intéresse aux abus dans l’administration alors qu’au début, il ne s’est intéressé qu’aux conditions des ouvriers. Après la Première Guerre mondiale, le parti est scindé en deux avec d’une part, la réforme du mouvement catholique, et d’autre part, le mouvement flamand. Pour les élections du 16 novembre 1919, il ne reste plus qu’une seule liste à Alost. Le parti daensiste et le Vlaams- nationale Frontpartij fusionnent à la suite d'un accord de vote avec le Frontpartij.

#### Déclin du parti
Dans les années suivantes, le parti est tombé et par la même occasion, il a entraîné la chute du daensisme. Une partie des anciens membres a directement rejoint le parti catholique et le parti socialiste BWP (= Belgische Werkliedenpartij / Parti ouvrier belge (POB)). Le daensisme a gardé une influence dans l’arrondissement d’Alost mais a également laissé une base dans le parti chrétien-démocrate en Belgique. Bien que le daensisme soit resté un mouvement petit et isolé, il a en grande partie contribué à la conscientisation sociale et flamande de beaucoup d’ouvriers et d’intellectuels.

## Divers
Le CVP a le vert comme couleur politique.